# Exhyalanthrax recursus
Exhyalanthrax recursus är en tvåvingeart som först beskrevs av Wray Merrill Bowden 1962.  Exhyalanthrax recursus ingår i släktet Exhyalanthrax och familjen svävflugor.
Artens utbredningsområde är Kongo. Inga underarter finns listade i Catalogue of Life.